# Chaos A.D.
Chaos A.D. (с англ. — «Хаос нашей эры») — пятый студийный альбом бразильской метал-группы Sepultura, выпущенный 2 сентября, 1993 на лейбле Roadrunner Records и спродюсированный Энди Уоллесом.

## Об альбоме
Если его предшественник, Arise, был логическим продолжением всего раннего творчества группы, то на новом альбоме Chaos A.D. чувствуется переход к новому стилю — грув-металу. Также в Chaos A.D. заметно больше влияния народных бразильских мотивов, которые в Arise были представлены лишь некоторыми переходами между композициями. Вокал Макса Кавалера на новом альбоме стал грубее и жестче, а гитары приобрели типичное для грув-метала пониженное звучание. Звуком, с которого начинается альбом Chaos A.D. и, соответственно, песня «Refuse/Resist», является сердцебиение ребёнка Макса и Глории, который родился в январе 1992 года.
Первоначально альбом предполагалось назвать Propaganda, но перед самым выходом Макс Кавалера изменил его на Chaos A.D. по мотивам альбома Earth A.D. группы Misfits. Само название «Chaos A.D.» Макс Кавалера в интервью журналу Kerrang! объяснил следующим образом:
Мне всегда нравилось слово «хаос». Хаос царил последние две тысячи лет, и, кажется, с каждым днём всё становится только хуже. Из-за такой ситуации альбом и получил своё название.
Оригинальный текст (англ.)I always liked the word «chaos». There's been chaos over the last 2,000 years, and it seems to get worse every day. So, we named our album after that situation.
На первый сингл, «Territory», был снят видеоклип, причём съёмка производилась в Израиле, что стало огромным шагом вперёд для бразильских метал-групп. Впоследствии группа выиграла MTV Video Music Awards за «лучший видеоклип года» в Бразилии. «Refuse/Resist» и «Slave New World» также вышли как синглы/клипы, которые принесли огромную славу группе по всему миру. Все три клипа присутствуют на релизе группы Third World Chaos.

## Производство
Группа перед началом записи просматривала большое количество продюсеров и студий звукозаписи. Они остановили свой выбор на продюсере Энди Уолласе, который ранее участвовал в микширование альбома Arise. Sepultura хотела изолироваться от мира, чтобы в покое начать запись своего альбома, на что Энди Уоллас предложил группе Rockfield Studios, расположенную в Южном Уэльсе.
Песня «Kaiowas» была записана среди руин средневекового замка Чепстоу. Это был полностью акустический трек, с Андреасом Киссером и Максом Кавалерой на гитарах и барабанщиком Игором Кавалерой и басистом Пауло Шисто Пинто-младшим.
Во время записи Chaos A.D. Sepultura записала несколько каверов: «The Hunt» от New Model Army (Игор был поклонником этой группы и убедил других участников группы включить песню «The Hunt» в альбом, а Паулу шутил, что деньги от продаж пойдут прямиком на новые зубные протезы для Джастина Салливана, беззубого вокалиста New Model Army), «Polícia» от Titãs, «Inhuman Nature» от американской хардкор-панк-группы Final Conflict и «Crucificados pelo Sistema» от бразильской Ratos de Porão. Последние 3 кавера были выпущены в качестве би-сайдов и включены в сборник Blood-Rooted. «Polícia» также включена в качестве бонус-трека в бразильское издание альбома.

## Музыкальный стиль
Альбом повлиял на развитие сцены грув-метала; благодаря ему Sepultura получила признание и за пределами кругов любителей трэша. В лирике появился мотив социальных проблем и конфликтов, исчезли темы смерти и войны, присущие предыдущим альбомам. Sepultura использовала тему борьбы в Бразилии, как метафору, на самом деле говоря об упадке современного мира.
Музыкальное разнообразие было ключом к успеху Chaos A.D.. Песня «Biotech is Godzilla», была в жанре хардкор, согласно старшему Максу Кавалере. Песня «Nomad», с её характерно медленными рифами, была оценена Максом и гитаристом Андреасом Киссером как ответ группе Metallica на их песню «Sad But True».

## Тексты песен
Резня была главной частью текстов альбома Chaos A.D. В своей статье для журнала Vice автор Джей Анселми заявил, что «социальные послания Chaos A.D. являются вневременными и универсальными, что делает его одним из самых важных металлических альбомов, когда-либо записанных». В тексте «Refuse/Resist» упоминаются «танки на улицах, противостояние полиции и истекающие кровью плебс», название песни «Refuse/Resist» (с англ. — «Отказывайтесь! Сопротивляйтесь!») звучит как лозунг марша протеста, а обложка сингла этой песни изобразила южнокорейского студента, прыгающего на полицейскую баррикаду с зажигательной бомбой в руках. Следующая песня, «Territory», рассказывала о конфликте между населением Палестины и Израиля. «Slave New World» — текст которой был написан в соавторстве с басистом Biohazard Эваном Сайнфелдом — была протестом против цензуры. «Amen» рассказывает о резне последователей Дэвид Кореша в Уэйко, штат Техас. «Nomad» написана Андреасом, лирика этой песни говорит о людях, высланных с родных земель. «Biotech is Godzilla» была написана во время мировой конференции об экологии, организованной в Рио-де-Жанейро, лирика этой песни рассказывает о группе учёных, посланных в Бразилию, чтобы проверить микробы и бактерии на людях, также в песне говорится, что биотехнология распространила СПИД и находится в плохих руках. Песня «Manifest» рассказывает о смерти нескольких людей в Карандире в Южной Америке 2 октября 1992 года.

## Турне группы
После выпуска Chaos A.D. последовало турне, которое продлилось целый год. Группа выступала на фестивале в Донингтоне и на The Hollywood Rock Festival. Sepultura попала на последний исключительно благодаря усилиям официального бразильского фан-клуба (SOBFC) — группа все ещё представлялась организаторам олицетворением зла из-за кошмарного инцидента в Сан-Паулу, и они изначально выступали против её участия.
Вскоре Макс Кавалера женился на Глории Буйновски, менеджере Sepultura, которая была старше его почти вдвое .Roadrunner Records добились совместного распространения следующего альбома Sepultura вместе с Epic Records, но из этой совместной сделки ничего не вышло, Epic Records уделяло мало внимания Sepultura.

## Значение
В марте 2023 года группа авторов американского издания Rolling Stone включила песню «Refuse/Resist» данного альбома в список «100 величайших хеви-метал песен всех времён». В этом рейтинге она заняла 58-ю позицию, заметку о ней составил Джей Ди Консидайн.

## Список композиций
| №   | Название                   | Длительность |
| --- | -------------------------- | ------------ |
| 1.  | «Refuse/Resist»            | 3:20         |
| 2.  | «Territory»                | 4:47         |
| 3.  | «Slave New World»          | 2:55         |
| 4.  | «Amen»                     | 4:27         |
| 5.  | «Kaiowas»                  | 3:43         |
| 6.  | «Propaganda»               | 3:33         |
| 7.  | «Biotech Is Godzilla»      | 1:52         |
| 8.  | «Nomad»                    | 4:59         |
| 9.  | «We Who Are Not As Others» | 3:42         |
| 10. | «Manifest»                 | 4:49         |
| 11. | «The Hunt»                 | 3:59         |
| 12. | «Clenched Fist»            | 4:58         |

Бонус-треки переиздания 1996 года
| №   | Название                 | Длительность |
| --- | ------------------------ | ------------ |
| 13. | «Chaos B.C.»             | 5:12         |
| 14. | «Kaiowas» (Tribal Jam)   | 3:47         |
| 15. | «Territory» (Live)       | 4:48         |
| 16. | «Amen/Inner Self» (Live) | 8:42         |

Оригинальный выпуск содержал скрытый трек (смех с «We Who Are Not As Others») после «Clenched Fist». Песни «Territory» и «Amen/Inner Self» были записаны на концерте в Миннеаполисе, штат Миннесота, в марте 1994 года.

## Позиции в чартах
| Чарт                             | Позиция |
| -------------------------------- | ------- |
| Австралия (ARIA)                 | 27      |
| Австрия (Ö3 Austria)             | 19      |
| Нидерланды (Album Top 100)       | 21      |
| Германия (Offizielle Top 100)    | 11      |
| Новая Зеландия (RMNZ)            | 15      |
| Норвегия (VG-lista)              | 16      |
| Швеция (Sverigetopplistan)       | 11      |
| Швейцария (Schweizer Hitparade)  | 15      |
| Великобритания (UK Albums Chart) | 11      |
| США (Billboard 200)              | 32      |

Альбом — сертификация
| Год        | Страна         | Статус  | Продано       |
| ---------- | -------------- | ------- | ------------- |
| 1994       | Бельгия        | Золото  | 25,000 копий  |
| 1994       | Бразилия       | Золото  | 100,000 копий |
| 1994       | Франция        | Серебро | 50,000 копий  |
| 1994       | Индонезия      | Золото  | 25,000 копий  |
| 1994       | Великобритания | Серебро | 60,000 копий  |
| 1997       | Австралия      | Золото  | 35,000 копий  |
| 2000       | США            | Золото  | 500,000 копий |
| 2002       | Великобритания | Золото  | 100,000 копий |
| Неизвестно | Нидерланды     | Золото  | 30,000 копий  |

## В записи участвовали
- Макс Кавалера — вокал, ритм-гитара, шестиструнная гитара, четырёхструнная гитара
- Игор Кавалера — барабаны, перкуссия
- Андреас Киссер — соло-гитара, двенадцатиструнная гитара, шестиструнная гитара
- Пауло Шисто Пинто младший — бас-гитара, перкуссия
- Сильвия Бибико — администратор в студии
- Саймон Досон — аудио инженер
- Алекс Ньюпорт — звук
- Дейв Сомерс — аудио инженер
- Энди Уоллес — продюсер
- Майкл Велэн — художник, обложка альбома
- Запись альбома в студии Rockfield, Южный Уэльс, Великобритания (хотя на обложке диска написано «Южный Уэльс», Англия)
- «Kaiowas» записывалась в Замке Чепстоу, Уэльс, Великобритания